# Jupilles
Jupilles – miejscowość i gmina we Francji, w regionie Kraj Loary, w departamencie Sarthe.
Według danych na rok 1990 gminę zamieszkiwało 560 osób, a gęstość zaludnienia wynosiła 21 osób/km² (wśród 1504 gmin Kraju Loary Jupilles plasuje się na 813. miejscu pod względem liczby ludności, natomiast pod względem powierzchni na miejscu 359.).